# Simonia
Genre
Simonia est un genre d'araignées aranéomorphes de la famille des Theridiosomatidae.

## Distribution
Les espèces de ce genre se rencontrent en Asie.

## Liste des espèces
Selon World Spider Catalog (version 25.0, 08/02/2024) :
- Simonia steineri Yu & Lin, 2023
- Simonia sumatra Yu & Lin, 2023
- Simonia youyiensis (Zhao & Li, 2012)

## Systématique et taxinomie
Ce genre a été décrit par Yu et Lin en 2023 dans les Theridiosomatidae.

## Étymologie
Ce genre est nommé en l'honneur d'Eugène Simon.

## Publication originale
- Zhang, Yu & Lin, 2023 : « Simonia gen. nov., a new spider genus (Araneae, Theridiosomatidae) from Southeast Asia. » ZooKeys, vol. 1185, p. 277-294 (texte intégral).